# Lynnview
Lynnview – miasto w Stanach Zjednoczonych, w stanie Kentucky, w hrabstwie Jefferson.